# La Légende de la troisième colombe
La Légende de la troisième colombe est une nouvelle (Die Legende der dritten Taube, publiée en 1916) de l'écrivain autrichien Stefan Zweig. Elle est publiée pour la première fois en France en 1992, au sein du recueil Un mariage à Lyon, dans une traduction d'Hélène Denis.

## Résumé de la nouvelle
En complément au livre de la Genèse. Il est raconté qu'après l'échouage de son arche sur le mont Ararat, Noé envoie successivement deux colombes. La première, ne trouvant nulle terre pour se reposer, revient à l'Arche. Sept jours plus tard, la seconde trouve quant à elle d'autres terres émergées, ce qui confirmait que l'épreuve était terminée. Il envoya également une troisième colombe, sept jours plus tard, qui ne revint jamais ; les êtres vivants pouvaient débarquer, les terres étaient donc libres des eaux. Mais Zweig explique la raison de son non-retour. Cette colombe, à la recherche de la paix, n'est toujours pas revenue, n'ayant toujours pas trouvé où se poser.

## Éditions françaises
- Un mariage à Lyon, recueil de six nouvelles de Stefan Zweig. Traduction (1992) par Hélène Denis.  (ISBN 978-2-253-13893-8).